# Miednica długa właściwa
Miednica długa właściwa – w anatomii człowieka jedna z trzech odmian miednicy długiej, będącej klasycznym przykładem patologii budowy miednicy. W tym przypadku dochodzi do asymilacji V kręgu lędźwiowego. Kość krzyżowa jest prosta, przez co występuje brak charakterystycznego zagłębienia kości krzyżowej. Kanał rodny kobiety jest w tym przypadku długi oraz prosty. Najwęższe miejsce kanału rodnego stanowi wymiar prosty łączący tylną środkową część spojenia łonowego ze środkiem kości krzyżowej. Promontorium jest umieszczone wysoko.